# كونستانتين ديميتروف
كونستانتين ديميتروف (بالبلغارية: Константин Димитров)‏ هو سياسي بلغاري، ولد في 28 يناير 1957 في صوفيا في بلغاريا. حزبياً، نشط في Democrats for a Strong Bulgaria ‏. وقد انتخب عضو في البرلمان الأوروبي عن دائرة بلغاريا ‏ لترشحه ضمن   قائمة Democrats for a Strong Bulgaria ‏، وقد انضم خلال فترته النيابية (2007 – 5 يونيو 2007)  للكتلة البرلمانية الكتلة البرلمانية لحزب الشعب الأوروبي.